# Stepps
Stepps är en ort i Storbritannien.   Den ligger i kommunen North Lanarkshire och riksdelen Skottland, i den centrala delen av landet, 500 km nordväst om huvudstaden London. Stepps ligger 85 meter över havet och antalet invånare är 4 711.
Terrängen runt Stepps är platt. Runt Stepps är det mycket tätbefolkat, med 2 431 invånare per kvadratkilometer. Närmaste större samhälle är Glasgow, 7,1 km väster om Stepps. Runt Stepps är det i huvudsak tätbebyggt.